# Cheiracanthium turanicum
Cheiracanthium turanicum är en spindelart som beskrevs av Kroneberg 1875. Cheiracanthium turanicum ingår i släktet Cheiracanthium och familjen sporrspindlar. Inga underarter finns listade i Catalogue of Life.